# William Meynard
Pour les articles homonymes, voir Meynard.
William Meynard, né le 11 juillet 1987 à Marseille, est un nageur français en activité spécialiste des épreuves de nage libre. Il compte notamment à son palmarès deux médailles européennes individuelles ainsi que deux titres mondiaux et un titre européen en relais.

## Biographie
William Meynard obtient deux médailles lors des Championnats d'Europe 2010 à Budapest. Tout d'abord deuxième du relais 4 × 100 mètres nage libre avec l'équipe de France, il obtient quelques jours plus tard la troisième place lors du 100 mètres nage libre. Le dernier jour, il obtient la médaille d'or du relais 4 × 100 m quatre nages. Il ne participe cependant qu'aux séries mais est malgré tout médaillé. Il gagne son premier titre mondial en décembre en petit bassin. Il participe en effet aux séries du relais 4 × 100 mètres nage libre qui s'impose devant la Russie et le Brésil.
En juillet 2011, aux championnats du monde à Shanghai, il obtient une médaille d'argent avec Fabien Gilot, Alain Bernard et Jérémy Stravius qui composent le relais français du 4 × 100 m nage libre. Avec un temps de 3 min 11 s 14, les Français sont devancés de 14 centièmes par le relais australien emmené par James Magnussen. Il termine ensuite 3e de la finale du 100 m nage libre en 48 s 00 derrière James Magnussen (47 s 63), Brent Hayden (47 s 95) mais devant le champion du monde 2009 et recordman du monde César Cielo (48 s 01).
Vainqueur du 100 mètres nage libre aux Championnats de France 2013 en 48 s 53 devant Yannick Agnel, Meynard se qualifie pour les Championnats du monde de Barcelone sur la distance ainsi que le relais 4 × 100 m nage libre. Lors de ces championnats, Meynard remporte le titre dans ce relais mais ne participe qu'aux séries. Il est ensuite dix-neuvième des séries du 100 mètres nage libre, ce qui n'est pas suffisant pour passer en demi-finale. Après ces championnats, Meynard fait une pause dans sa carrière de nageur. Il reprend l'entraînement en cours de printemps 2015 et prévoit de s'aligner en compétition lors du Mare Nostrum à Canet-en-Roussillon en juin de cette année.
Né à Marseille, William a une sœur, Allison, et un frère, John.
Le 15 juin 2014, William Meynard, policier en congé sabbatique, est arrêté à Rio, pour usage de cannabis et corruption présumés.

## Palmarès

### Jeux olympiques
| Édition             | Épreuve              |
| Édition             | 4 × 100 m nage libre |
| Rio de Janeiro 2016 | Argent 3 min 10 s 53 |

### Championnats du monde
| Édition        | Épreuve                | Épreuve              | Épreuve |
| Édition        | 100 m nage libre       | 4 × 100 m nage libre |         |
| Rome 2009      | -                      | Bronze 3 min 9 s 89  |         |
| Shanghai 2011  | Bronze 48 s 00         | Argent 3 min 11 s 14 |         |
| Barcelone 2013 | 19e des séries 49 s 59 | Or 3 min 11 s 18     |         |

| Édition    | Épreuve              | Épreuve | Épreuve |
| Édition    | 4 × 100 m nage libre |         |         |
| Dubaï 2010 | Or 3 min 4 s 78      |         |         |

### Championnats d'Europe
| Édition       | Épreuve          | Épreuve              | Épreuve                |
| Édition       | 100 m nage libre | 4 × 100 m nage libre | 4 × 100 m quatre nages |
| Budapest 2010 | Bronze 48 s 56   | Argent 3 min 13 s 29 | Or 3 min 31 s 32       |
| Londres 2016  | -                | Or 3 min 13 s 48     | -                      |

### Jeux méditerranéens
- Jeux méditerranéens 2009 à Pescara (Italie) :
  -  Médaille d'or du relais 4 × 100 m nage libre.

### Championnats de France
- Médaille d'or du 100 m nage libre en 2013 à Rennes

## Records

### Records personnels
Ces tableaux détaillent les records personnels de William Meynard.
| Épreuve          | Temps   | Compétition                 | Lieu                | Date          |
| 50 m nage libre  | 22 s 56 | Championnats de France 2009 | Montpellier, France | 26 avril 2009 |
| 100 m nage libre | 47 s 77 | Championnats de France 2009 | Montpellier, France | 23 avril 2009 |

| Épreuve          | Temps   | Compétition                 | Lieu           | Date             |
| 50 m nage libre  | 22 s 27 | Championnats de France 2012 | Angers, France | 15 novembre 2012 |
| 100 m nage libre | 47 s 40 | Championnats de France 2012 | Angers, France | 16 novembre 2012 |

## Distinctions
- Chevalier de l'ordre national du Mérite le 1er décembre 2016[10]